# Matei Iliescu (roman)
Opera lui Radu Petrescu se împarte în două categorii a căror complementaritate formează un întreg coerent organizat: opera de proză propriu-zisă (Proze și romanele O moarte în provincie, Ce se vede și Matei Iliescu) și jurnalele (Ocheanul întors, Părul Berenicei, A treia dimensiune, Catalogul mișcărilor mele zilnice). Jurnalele, pe lângă notațiile vieții de familie sau ale vieții sociale ale scriitorului, surprind și „năucesc" prin originalitatea tezelor de hermeneutică aplicate pe mari opere literare sau plastice, prin explicațiile asupra propriei filosofii de creație. Nu mă voi opri asupra jurnalelor în acest articol decât ca instrumentar analitic destul de generos. 
8 iulie 1962. Însuși Radu Petrescu face o sinteză a operei sale în Părul Berenicei: „Pentru a ajunge aici (la capodopera Matei Iliescu), mi-au trebuit douăzeci de ani. ... Adevărata mea școală a început atunci, în 1946, cu jurnalul. Peste alți doi ani, în 1948, am renunțat definitiv la versuri și mi-a trecut vag prin minte ideea de a face roman. Am pus într-un carnet un fel de plan. În 1950, jurnalul meu a căpătat un aspect nou ca dimensiune și colorit al imaginilor și, în 1951, mi-am învins în fine bâlbâiala și am scris în trei zile Sinuciderea din Grădina Botanică și, în 1952, în două luni, Didactica Nova. Pentru a ajunge la Didactica mi-au trebuit așadar zece ani, după care am început pregătirile pentru Matei (primele încercări pentru el în 1950 și 1951): în 1953, am încercat să-mi adun ideile despre scris, în anul următor am făcut primul exercițiu de roman cu O moarte în provincie, peste înca un an, în 1955, Ce se vede, și apoi a urmat o lungă perioadă când n-am putut realiza nimic închegat însă mi-am transcris parțial jurnalul, am continuat să caut tonul lui Matei în multe încercări, am mai lucrat la cărțile mele, pilindu-le, și am citit foarte mult. Acum la capătul acestor alți zece ani, am ajuns în pământul promis și începe pentru mine un alt soi de școală – în care nu mă voi avea decât pe mine ca profesor".4 Citind acest fragment, Radu Petrescu nu poate fi definit decât ca ascet, obsedat de poetici literare din toate timpurile, pe care ajunge să și le asimileze printr-o muncă neostoită. Scopul acestui demers este de a învăța cum se face marea literatură și de a vedea cum să își pună pe hârtie propriile revelații.
Oare pâna la Matei Iliescu să nu avem decât exerciții de ...scriitură, în scopul formării, al edificării scriitorului capabil să scrie Romanul? S-ar părea că așa este, căci citind Prozele, dai de stiluri narative total diferite, de parcă autorul se ia „la trânta cu zmeii" poeticii literare, pentru a-și măsura forțele. Ba mai mult, ca un veritabil erou de basm, învinge și accede la un nivel superior, propunând noi viziuni.
Prima proză, Didactica nova se vrea a fi un catalog imagistic, de senzații, scris la persoana întâi, în care instanța naratorială obiectivă a adultului vede cu ochii subiectivi ai copilului. Totul pare privit cu ochii copilului, dar există conștiința de demiurg a adultului, cea din urma nesfiindu-se a se arăta textual, revenind în planul prezentului, acela al actului scrierii propriu-zise: Mai am în minte parcă umbre neliniștite însă din încâlceala lor nu pot scoate nimic pentru catalogul meu. După cum observa și Ion Bogdan Lefter, planurile se intersectează: există planul trecutului, al imaginilor, al spațiilor create, și planul prezent, al actului de a scrie, apărut ca un contra-plan, ce dinamizează ritmul. Experiențele relatate aici, de descoperire a Lumii (prin observarea lumilor mici ce o compun), sunt de fapt o succesiune de revelații. Catalogul ar fi un traseu inițiatic cu triplă bătaie: o inițiere a unui eu fictiv ce evoluează din copilărie spre adolescență, o inițiere a unui narator textual ce ia act de conștiința de sine ca instanță narativă superioară și o inițiere poetică de formare a romanului din propria materie. Încă din prima pagină are loc revelația conștientizării sinelui. Apoi urmează și altele cum ar fi cea a Raiului și a Iadului, a cerului, a mării etc. Nu mă pot opri să nu citez revelația textului ca existență de sine stătătoare: „am simțit pentru întâia dată că lumea exprimată traiește – și trăiește într-un spațiu al ei, perfect vizibil de dincoace însă de neatins... pentru că, deși pare a se supune acelorași legi ca și ceastălaltă, a noastră, în realitate despre legile ei nu știm nimic dat fiind că timpul în care ele se desfășoară este cu totul altul decât al nostru și gesturile care se petrec acolo, nediferind mult de ale noastre zilnice, împrumută de la acest timp specific, care este al eternității cu totul alte semnificații.(s.a.) Ceea ce naratorul descoperă este că în spatele substanței generată și generatoare de text se află metafizica tare a Ideilor, unde se găsesc sensurile fundamentale (idee obsesivă la Radu Petrescu). Însuși textul pe care l-a creat (Didactica nova) se integrează acestei lumi a tradiției scriiturale, al cărei adevăr transcende lumea reală. Prin această viziune, Radu Petrescu vine și schimbă percepția asupra literaturii din spațiul românesc, îndreaptă cititorul spre o altă literatură, diferită de cea care își caută resursele în exterioritatea socială, psihologică, sau în miticul arhaic. Acum textul nu mai este subordonat vieții, ci el devine o realitate de sine stătătoare, textuală, cea a operei ce trăiește după bătăile ritmului propriu, intrinsec. „Toate încercările de a continua Didactica nova pentru a pune în ea lucruri uitate când am scris-o în 1952, au fost imposibile, ca și când cartea le-ar fi respins". Cititorul participă împreună cu naratorul la descoperirea acestor noi spații textuale, lăsându-se conduși de necesitățile de compoziție. 
A doua proză este altceva. Sinuciderea din Grădina Botanică este construită pe principiul mișcării, si nu al reprezentării imagistice statice. Ritmul compozițional se alcătuiește din salturi, vizibile pe două niveluri: macrotextual și microtextual. La nivel macro, textul, montat pe clasica tehnică a manuscrisului găsit, sare dintr-un compartiment în altul, variind prin compoziție ritmică. Prima parte este evocarea la persoana întâi a mai multor secvențe din viața personajului-narator, într-o succesiune cronologică pe o perioadă de timp de aproximativ 20 de ani. Ritmul este unul allegro. Spațiul și timpul se schimbă rapid (salturi microtextuale), creând senzația de săritură dintr-un tren în altul, cum chiar naratorul-personaj, într-o scrisoare către un prieten, explică: „Expresul în care am sărit așa, din goană inversă, ..., e, spre deosebire de celălalt, plin cu altfel de călători, nu reali, ci alegorici, niște măști fantastice, de carnaval, autoportrete secrete, zâmbetul jenat al sincerității mele cu mine" 8. În partea a doua, asistăm la o rupere de ritm, unde vocea nu mai este a personajului narator, ci a personajului-editor, care destructurează poetica întregului text. Se iese din text si se intra în rama lui. Ritm nu mai există, timpul e mort, se anunță sinuciderea din Grădina Botanică, a naratorului. Cititorului i se dă impresia unei lumi create artificial, a unei existențe pur textuale. Vocea editorului se revoltă împotriva receptării în cheie realistă: „protestez împotriva oricărei încercări de a lua în serios afirmațiile autorului"9. Ultima parte, Alte scrieri, alcătuită din diverse texte, hrănite din textul propriu-zis, aduc noi perspective asupra unor personaje și situații, conțin teorii asupra scriiturii. Aceste texte dau o alcătuire omogenă compoziției de ansamblu a prozei, și propun din nou o tehnică originală de a face literatură, anume un text ce se are pe sine punct de origine (Alte scrieri există datorită Sinuciderii..., texte ce fac parte din aceeași proză). Aici salturile sunt de la o scriere la alta. Ritmul dă impresia de lentoare, de mișcare în reluare, prin chiar reluarea unor fragmente din prima parte. Nu există nici o legătură spațialo-temporală sau tematică între ele; textele joacă mai degrabă rolul de sateliți ficționali ai operei. În Sinuciderea se simte preocuparea pentru compoziție, în aceeași proză existând stiluri diferite, clar delimitate. Se poate vorbi de postmodernism prin tehnica fragmentării, prin nonsensul unor situații (care amintesc de Urmuz), prin personaje care se dezumanizează. În punctul de origine al Sinuciderii nu se află nici o experiență tare care să vrea să urce mai sus de ceea ce se vede, ci din contră, parcă direcția este inversă, de coborâre, oricum de negare a umanului (caci ce altceva este o sinucidere dacă nu o negare de sine, o negare a umanului în ultimă instanță).
Jurnalul ar fi cea de-a treia proză și, poate, cel de-al treilea stil. Notațiile zilnice cuprind detalii ale vieții de zi cu zi, gânduri legate despre proza sa, referiri la lucrări ...universale. Nu întâmplator se află Jurnalul prezent în volumul de Proze. Ca operă literară jurnalul capătă valori multiple. Este un alt fel de a face literatură. Aici nu mai există o unitate de ansamblu, iar relația narator, autor, personaj stă sub semnul echivalenței. Eul empiric se metamorfozează într-un eu livresc, estet, iar o dată cu el și realitatea empirică se transformă într-una de hârtie, ea fiind supusă viziunii livresc-subiective a autorului. Cea mai lirică formă de epic este tocmai această „specie" a jurnalului. Demiurgul se creează pe sine însuși, se dezvăluie însuși motorul ...creator în chiar inima volumului Proze.
În Efes, ultima proză, scrisă de data asta la persoana a treia, pare croită după un tipar realist social și existențial. Aici unghiurile se schimbă. Regăsesti în același timp stilul balzacian, cel proustian, joycean, și mai mult decât atât, stilul radupetrescian, acela al scrierii în transparență, scriere ce generează, în același timp, mai multe registre de sensuri. Titul, În Efes, are o triplă trimitere existențială: moartea (ruinele din orașul Efes), sacralitatea (templele de cult) și planul uman, al curgerii oarbe a existenței cotidiene (Efesul de azi, de care nu se mai prea aude nimic), toate co-existând în timp și spațiu. Aceasta viziune cu toate planurile ce le implică este regăsibilă în proza propriu-zisă. Radu Petrescu tocmai asta face, dă viață ruinelor, prin personajul Mihai, care reușește să iasă din spațiul uman spre cel... celest. E singurul personaj ce descoperă sacralitatea existenței prin iluminare, trăind experiența deja-vu-ului, prin vederea calugăriței de la mânăstirea Pasărea, prin realizarea propriei staturi când se vede în geamul balconului, și, mai mult, când traiește experiența senzației de extensiune a propriei ființe, adică posibilitatea eroului de a de a se afla în aceeași clipă în locuri diferite, dar și în timpuri diferite. Aceleași experiențe le are și Proust în romanul său, numai că Radu Petrescu merge în altă direcție. Eroul are conștiința sa de hârtie, de fabricat de o instanță superioară pe care el, eroul, pare să o controleze accidental în mijlocul unei acțiuni: „Nu păream destinat unei astfel de întâmplari, vorbi Mihai cuiva de deasupra, crezi că era chiar necesară? Crezi că așa cum m-ai facut o pot duce?"10 Sau întrebarea altui personaj, Sandu Poenareanu, către Mihai, Crezi că trăim în altă parte decât aici, în hârtii?, provoacă fior metafizic doar lui Mihai, celălalt dorind doar a-i atrage atenția. Prin contrapunctare cu celelalte personaje, Mihai este prezentat ca fiind cel mai pasiv. El chiar nici nu există ca persoană pentru ceilalți. Ființa lui este mai mult metafizică decât fizica. Ceilalți sunt asemeni lui Stanică Rațiu (Leon Marcu), sau moș Costache (Octav Dinescu) orbi la transcendent, robiți banului. 
Așadar, există două categorii de personaje: cele pământene și cele, mai curând, celeste. Interesant este jocul de perspective, unde naratorul propune viziuni și reprezentări existențiale în funcție de personajul asupra căruia se insistă. Este problematizată tema vieții, a morții, a timpului, dar nu numai pe un plan, ci pe mai multe deodată: în planul real, dar și în cel textual. Radu Petrescu propune conștiinței cititoare o poetică mai puțin obișnuită, anume a personajului care ajunge „«să-l scrie pe cel care-l scrie», scriindu-se astfel pe sine"11.
Toate aceste proze, de o valoare literară indiscutabilă, ar fi cei patru stâlpi... propedeutici pe care se va sprijini capodopera-Matei Iliescu, operă elaborată cu un efort și o răbdare benedictine. Aflăm, din Părul Berenicei, tot travaliul creator al acestui roman. Precauția este atât de mare, încât autorul câteodata refuza să își continue munca obișnuită, pentru a nu ieși din greșeală din tonalitatea romanului. El vrea să redea omului imaginea lui întreagă de om divin, imagine aflată într-un continuu declin de la Renaștere încoace, după cum chiar autorul remarca într-un jurnal. Prin prisma unor experiențe ce vizau persoana iubită și propria persoană, scriitorul are revelația nemijlocită a dualității ființei umane, ființa de „lut" si cea eternă, din stele. Cele două forme de existență interferează tocmai în momentul „tare" al oricărei revelații. Toate aceste stări sunt consemnate în Ocheanul întors. Ele sunt de fapt punctul de pornire al formei scrise de mai târziu, după cum descoperă Virgil Podoaba în Metamorfozele punctului. Orice tentativă de a-l situa pe autor în rândul scriitorilor pur livrești cade. Livresc este în măsura în care face apel la o intertextualitate cultural-mitologică, în text găsindu-se într-o formă originală mai multe mituri: Zeus, Danae, Leda, Icar, întruchipate prin înseși personajele romanului, și nu numai. 
Apelul la mituri este o formă de algoritm pentru a scoate la iveală experiențe ...tari, care transgresează limitele omenescului, tocmai pentru a ajunge la imaterialitatea ființei umane, adevărata structură fundamentală a omului: „Pentru a înțelege fapta umană trebuie să sapi pâna dai de fund, de mitologie, și trebuie ca toate straturile arheologice străbatute pâna acolo să fie vizibile. Adevăr valabil pentru personajul de roman în întregul lui. Toate straturile din care el se compune trebuie să fie active, elemente ale construcției epice".12 Așa sunt construiți și protagoniștii romanului, Matei și Dora, surprinși pe parcursul unei întregi relații de dragoste, de la punctul zero pâna la punctul terminus. Marele motor al romanului, dragostea, a fost aleasă de scriitor, căci ea duce pe barbat în mitologie, îl face să se simtă zeu, în același timp fiind drumul spre tot, dupa cum afirma autorul în Părul Berenicei. Gesturile personajelor, în aparență banale și nesemnificative, au trimiteri mult mai profunde, care se înscriu în tipare abisale, mitice. Prin această viziune, are loc o mutație nu numai tehnică și estetică ce ține de un nou mod de a face literatură, ci mult mai mult, are loc o mutație de ordin chiar ...cultural. Originalitatea în ceea ce privește tehnica narativă este tocmai dualitatea planurilor ce interferează, ceea ce Radu Petrescu a numit transfer de calități, și autoparafrază, prin care romanul își găsește materia în el însuși, reluându-și scenele fundamentale. De aici înainte (cap XXI, n.a.) voi relua mereu în filigran, scene vechi din carte, după modelul oglinzii sau al trandafirilor. Această poetică originală îl situează pe prozator pe o treaptă diferită, de nu cumva superioară", față de predecesorii săi, de la care a învățat să facă literatură. Cultural, raportarea omului la lume se schimbă fundamental, omul recucerindu-și paradisul pierdut. Lumea își găsește coerența într-o altă ordonare: diferența microcosm vs. macrocosm nu-și mai găsește legitimitatea. Partea devine tot una cu întregul, omul fiind asimilat universului. Absurdul, gratuitatea, dezumanizarea, nonsensul, teme frecvente în literatura contemporană scriitorului, sunt negate prin Matei Iliescu, aici fiecare gest având un corespondent transcultural, ce duce pâna la mituri. 
Critica de după ‘89 s-a pus de acord asupra unui singur lucru: și anume, a fost de acord că Matei Iliescu este o capodoperă, atât prin viziunea pe care o oferă, cât si prin tehnica narativă, ce nu au egal pâna la el. „Nebunia" lui Radu Petrescu a fost de a juca totul pe o carte, pe Matei Iliescu. Radu Petrescu este un caz singular în literatura româna, atipic, pe care nu îl poți încadra clar. El este egal cu el însuși și cu nimeni altcineva.